# Noh Alam Shah
Mohd Noh Alam Shah bin Kamarezaman, conosciuto come Noh Alam Shah (Singapore, 3 settembre 1980), è un calciatore singaporiano, attaccante del PSS Sleman.

## Carriera

### Club
L'ultima partita con il Tampines Rovers viene giocata l'11 settembre 2009, nella vittoria casalinga per 3-1 contro l'Hougang Unitedl, dove è l'autore della tripletta vincente.
Debutta con l'Arema Malang l'11 ottobre 2009 nella vittoria casalinga per 1-0 contro il Persija Jakarta.
Segna il primo gol con i nuovi compagni il 22 ottobre 2009 nella vittoria fuori casa per 1-2 contro il PKT Bontang, dove è autore della doppietta che fa vincere la propria squadra.
Il 15 aprile 2011 realizza una quadripletta, nella vittoria casalinga per 4-2 contro il PSPS. Debutta con il Persib Bandung l'11 aprile 2012 nella vittoria casalinga per 1-0 contro il Gresik United. Segna il primo gol con i nuovi compagni il 5 maggio 2012 nella vittoria casalinga per 3-0 contro il Persiwa.

## Palmarès

### Club

#### Competizioni nazionali
- Premier League (Singapore): 3

Singapore A.F.: 2002
Tampines Rovers: 2004, 2005